# Erie BayHawks 2020-2021
La stagione 2020-21 degli Erie BayHawks fu la 2ª nella NBA D-League per la franchigia.
Gli Erie BayHawks arrivarono terzi nella regular season con un record di 11-4. Nei play-off persero i quarti di finale con i Lakeland Magic (1-0).

## Roster
| N° | Naz.                   | Ruolo | Sportivo              | Anno | Alt. | Peso |
| -- | ---------------------- | ----- | --------------------- | ---- | ---- | ---- |
| 2  | Stati Uniti (bandiera) | A     | Omari Spellman        | 1997 | 203  | 111  |
| 4  | Stati Uniti (bandiera) | G     | Jalen Adams           | 1995 | 191  | 88   |
| 5  | Stati Uniti (bandiera) | G     | Cassius Winston       | 1998 | 185  | 84   |
| 7  | Stati Uniti (bandiera) | G     | Marlon Taylor         | 1997 | 196  | 95   |
| 8  | Stati Uniti (bandiera) | A     | Naji Marshall         | 1998 | 201  | 100  |
| 9  | Stati Uniti (bandiera) | A     | Jordan Bell           | 1995 | 203  | 98   |
| 10 | Stati Uniti (bandiera) | G     | Tony Carr             | 1997 | 196  | 91   |
| 19 | Stati Uniti (bandiera) | A     | Jarrod Uthoff         | 1993 | 206  | 100  |
| 22 | Stati Uniti (bandiera) | A     | Yoeli Childs          | 1998 | 203  | 102  |
| 23 | Stati Uniti (bandiera) | G     | Caleb Homesley        | 1997 | 198  | 93   |
| 25 | Australia (bandiera)   | AC    | Will Magnay           | 1998 | 208  | 106  |
| 30 | Stati Uniti (bandiera) | G     | Justin Wright-Foreman | 1997 | 183  | 86   |
| 50 | Stati Uniti (bandiera) | C     | Eric Stuteville       | 1995 | 211  | 113  |

## Staff tecnico
- Allenatore: Ryan Pannone
- Vice-allenatori: Mery Andrade, Perry Huang, T.J. Saint